# 南泾堂庞宅
南泾堂庞宅位于中国江苏省常熟市城区虞山镇南泾堂30号，建于清代，现存前后四进，分别为门厅、前厅、后楼及后厅。
2009年5月21日，南泾堂庞宅公布为第七批常熟市文物保护单位。